# Memil Pro Cycling
L'equip Memil Pro Cycling (codi UCI: MPC), conegut anteriorment com a Bliz-Merida, és un equip ciclista kuwaitià, d'origen suec, de categoria continental. Creat el 2005, competeix principalment als circuits continentals de ciclisme i ha anat combinant els anys com a equip amateur amb altres com a professional.

## Principals victòries
- FBD Insurance Rás: Alexander Wetterhall (2010)
- Dookoła Mazowsza: Matti Manninen (2016)

### Grans Voltes
- Tour de França
  - 0 participacions

- Giro d'Itàlia
  - 0 participacions

- Volta a Espanya
  - 0 participacions

## Composició de l'equip
| \| Llista de l'equip 2016 \| Llista de l'equip 2016 \| Llista de l'equip 2016 \| Llista de l'equip 2016 \| \| Ciclista \| Data de naixement \| Equip previ \| \| \| --------------------------------------- \| ---------------------- \| --------------------------------------- \| ---------------------- \| \| Hannes Forsby \| 25 de agost de 1996 \| \| \| \| Mads Frank Hansen \| 30 de desembre de 1991 \| \| \| \| Niklas Henttala \| 14 de novembre de 1996 \| Borgå Akilles (2014) \| \| \| Yannick Janssen \| 8 de novembre de 1990 \| Parkhotel Valkenburg Continental (2013) \| \| \| Hiski Kanerva \| 3 de setembre de 1994 \| CC Helsinki (2014) \| \| \| Isac Lundgren \| 30 de agost de 1992 \| Argon 18 Scandinavia (2015) \| \| \| Matti Manninen \| 20 de juliol de 1992 \| Team Raleigh GAC (2015) \| \| \| Pierre Moncorgé \| 7 de març de 1992 \| Firefighters Upsala CK (2014) \| \| \| Robert Pölder \| 21 de juny de 1991 \| Giant-Shimano Development (2014) \| \| \| Johan Svensson \| 2 de octubre de 1979 \| Firefighters Upsala CK (2014) \| \| \| Mikkel Tefre \| 6 de desembre de 1996 \| \| \| \| Nikolai Tefre \| 12 de octubre de 1994 \| Frøy Bianchi (2015) \| \| \| \| \| \| \| \| Fonts: ProCyclingStats Cycling Archives \| \| \| \| |                        |                                         |  |
| Llista de l'equip 2016 |                        |                                         |  |
| Ciclista | Data de naixement      | Equip previ                             |  |
| Hannes Forsby | 25 de agost de 1996    |                                         |  |
| Mads Frank Hansen | 30 de desembre de 1991 |                                         |  |
| Niklas Henttala | 14 de novembre de 1996 | Borgå Akilles (2014)                    |  |
| Yannick Janssen | 8 de novembre de 1990  | Parkhotel Valkenburg Continental (2013) |  |
| Hiski Kanerva | 3 de setembre de 1994  | CC Helsinki (2014)                      |  |
| Isac Lundgren | 30 de agost de 1992    | Argon 18 Scandinavia (2015)             |  |
| Matti Manninen | 20 de juliol de 1992   | Team Raleigh GAC (2015)                 |  |
| Pierre Moncorgé | 7 de març de 1992      | Firefighters Upsala CK (2014)           |  |
| Robert Pölder | 21 de juny de 1991     | Giant-Shimano Development (2014)        |  |
| Johan Svensson | 2 de octubre de 1979   | Firefighters Upsala CK (2014)           |  |
| Mikkel Tefre | 6 de desembre de 1996  |                                         |  |
| Nikolai Tefre | 12 de octubre de 1994  | Frøy Bianchi (2015)                     |  |
| |                        |                                         |  |
| Fonts: ProCyclingStats Cycling Archives |                        |                                         |  |

| \| Llista de l'equip 2017 \| Llista de l'equip 2017 \| Llista de l'equip 2017 \| Llista de l'equip 2017 \| \| Ciclista \| Data de naixement \| Equip previ \| \| \| --------------------------------- \| ---------------------- \| --------------------------------------- \| ---------------------- \| \| Jarrah Al-Mutairi \| 11 de març de 1983 \| \| \| \| Mansoor Alsubaiei \| 7 de març de 1997 \| \| \| \| Ben Hetherington \| 9 de agost de 1995 \| \| \| \| Yannick Janssen \| 8 de novembre de 1990 \| Parkhotel Valkenburg Continental (2013) \| \| \| Hiski Kanerva \| 3 de setembre de 1994 \| CC Helsinki (2014) \| \| \| Joni Kanerva (3 de ago–31 de des) \| 19 de febrer de 1995 \| \| \| \| Mikkel Tefre \| 6 de desembre de 1996 \| \| \| \| Nikolai Tefre \| 12 de octubre de 1994 \| Frøy Bianchi (2015) \| \| \| Pierre Moncorgé \| 7 de març de 1992 \| Firefighters Upsala CK (2014) \| \| \| Othman Nassar \| 2 de gener de 1984 \| \| \| \| Jesper Olsson \| 9 de octubre de 1998 \| \| \| \| Robert Orr (2 de ago–31 de des) \| 1 de octubre de 1980 \| \| \| \| Abdulaziz Rashed Al-Rashed \| 25 de setembre de 1997 \| \| \| \| \| \| \| \| \| Font: ProCyclingStats \| \| \| \|Nota: Jarrah Al-Mutairi Nota: Mansoor Alsubaiei |                        |                                         |  |
| Llista de l'equip 2017 |                        |                                         |  |
| Ciclista | Data de naixement      | Equip previ                             |  |
| Jarrah Al-Mutairi | 11 de març de 1983     |                                         |  |
| Mansoor Alsubaiei | 7 de març de 1997      |                                         |  |
| Ben Hetherington | 9 de agost de 1995     |                                         |  |
| Yannick Janssen | 8 de novembre de 1990  | Parkhotel Valkenburg Continental (2013) |  |
| Hiski Kanerva | 3 de setembre de 1994  | CC Helsinki (2014)                      |  |
| Joni Kanerva (3 de ago–31 de des) | 19 de febrer de 1995   |                                         |  |
| Mikkel Tefre | 6 de desembre de 1996  |                                         |  |
| Nikolai Tefre | 12 de octubre de 1994  | Frøy Bianchi (2015)                     |  |
| Pierre Moncorgé | 7 de març de 1992      | Firefighters Upsala CK (2014)           |  |
| Othman Nassar | 2 de gener de 1984     |                                         |  |
| Jesper Olsson | 9 de octubre de 1998   |                                         |  |
| Robert Orr (2 de ago–31 de des) | 1 de octubre de 1980   |                                         |  |
| Abdulaziz Rashed Al-Rashed | 25 de setembre de 1997 |                                         |  |
| |                        |                                         |  |
| Font: ProCyclingStats |                        |                                         |  |

## Classificacions UCI
L'equip participa en les proves dels circuits continentals i principalment en les curses del calendari de l'UCI Europa Tour.
UCI Àfrica Tour
| Temporada | Classificació per equips | Millor ciclista en la classificació individual |
| --------- | ------------------------ | ---------------------------------------------- |
| 2016      | 21è                      | Matti Manninen (225è)                          |
| 2017      | 24è                      | Ben Hetherington (186è)                        |

UCI Europa Tour
| Temporada | Classificació per equips | Millor ciclista en la classificació individual |
| --------- | ------------------------ | ---------------------------------------------- |
| 2009      | 121è                     | Alexander Wetterhall (887è)                    |
| 2010      | 70è                      | Alexander Wetterhall (180è)                    |
| 2016      | 81è                      | Matti Manninen (421è)                          |
| 2017      | 120è                     | Joni Kanerva (1002è)                           |

UCI Oceania Tour
| Temporada | Classificació per equips | Millor ciclista en la classificació individual |
| --------- | ------------------------ | ---------------------------------------------- |
| 2010      | 18è                      | Jack Anderson (141è)                           |